# Vladimiro Boric Crnosija
Vladimir Borić Crnošija (Punta Arenas, Čile, 23. travnja 1905. - ?, 29. kolovoza 1973.), biskup biskupije Punta Arenas u Čileu.
1930. se zaredio za svećenika salezijanca.
1949. je imenovan i zaređen za biskupa biskupije Punta Arenas.
Umro je 29. kolovoza 1973.
Podrijetlom je Hrvat iz mjesta Ugljana pored Zadra.
Brat je književnika Vicentea Borića.